# دار أوبرا غوانزو
دار أوبرا غوانزو (بالصينية المبسطة: 广州大剧院, بالصينية التقليدية:廣州大劇院, بالإنجليزية: Guangzhou Opera House) هي دار للأوبرا وخاصة الأوبرا الصينية أٌنشئت حديثاً في مدينة غوانزو, مقاطعة كونغدنغ، جمهورية الصين الشعبية.

## نبذه تاريخية
في نيسان (أبريل) من عام 2002 حازت مسابقة للتصاميم المعمارية على اهتمام كل من المعماريين كوب هيملبلو , ريم كولهاس وزها حديد الذين شارك كلا منهم بتصاميم وعروض تفصيليه.
في كانون الأول (نوفمبر) تم الأعلان عن فوز تصميم المعمارية العراقية زها حديد ومسمى «الحصاة المزدوجة» (double pebble) وتم عقد حفل وضع حجر الأساس في وقت مبكر من عام 2005.
أصبح المسرح أكبر مركز عروض فنية في جنوب الصين ويعد واحداً من أكبر ثلاثة مسارح في البلاد إلى جانب المركز الوطني ببكين للفنون المسرحية ومسرح شنغهاي الكبير . شهد ايار (مايو) 2010 العرض الأول لدار الأوبرا لصانع الافلام الأميركي شاهار سترو الذي قام بإخراج باكورة عروض دار الأوبرا : أوبرا توراندوت لبوتشيني  والتي كانت في السنوات السابقة مثار جدلٍ في الصين.
الكلفة الإجمالية للمشروع بلغت 1.38 مليار يوان (ما يقارب 200 مليون دولار أمريكي).

## التصميم
تم تصميم المبنى من قبل المهندسة المعمارية العراقية زها حديد. واستغرق بناء قاعة العروض الكبرى القائمة بدون أعمدة والمكونه من الكونكريت الموضوع ضمن إطار مصنوع من الغرانيت المكشوف والفولاذ المغلف بالزجاج خمسة سنوات، عند إفتتاح المشروع أثنى الناقد المعماري جوناثان غلانسي في صحيفة الغارديان على التصميم الذي أطلق عليه «بأنه مسرحي للغاية وبالغ الرقة والإتقان في آن واحد»، أصبح التصميم الدراماتيكي مصدر إلهام لمصممة الأزياء فيفيان تام التي استوحت منه تصاميم مجموعتها لخريف 2010.